# 黄皮柳
黄皮柳（学名：Salix carmanica）是杨柳科柳属的植物。分布在阿富汗、伊朗以及中国大陆的新疆等地，生长于海拔980米至1,330米的地区，目前尚未由人工引种栽培。